# Ајдиновићи (Вишеград)
Ајдиновићи су насељено мјесто у општини Вишеград, Република Српска, БиХ. Према попису становништва из 1991. у насељу је живјело 15 становника.

## Географија
Село је разбијеног типа. Смјештено је на брдовитом терену, на десној обали Дрине. Атар је углавном обрастао бјелогоричном шумом, а мањи дио чине пашњаци, уз нешто воћњака и ораница.

## Историја
Настало је издвајањем из села Каоштице, 1981. године. Налазило се уз Дрину до изградње ХЕ „Вишеград“ 1989, када је измјештено у више предјеле.

## Становништво
| Националност       | 1991.     |
| Муслимани          | 15 (100%) |
| остали и непознато |           |
| Укупно             | 15        |

| Демографија- | Демографија- | Демографија- |
| Година       | Становника   | Становника   |
| ------------ | ------------ | ------------ |
| 1981.        | 0            |              |
| 1991.        | 15           |              |
| 2013.        | 2            |              |